# Mbonga
Das Mboa, auch bekannt als Mbonga, ist eine mittlerweile ausgestorbene jarawoide Sprache des Kamerun.
Die Sprache hatte im Jahre 2000 noch 1.490 Sprecher. Diese gingen allerdings alle dazu über, die Kameruner Amtssprache Französisch zu übernehmen.
Das Mbonga ist ein Paradebeispiel für das Sterben von Sprachen auf der ganzen Welt.